# Mohd Zaquan Adha Abdul Radzak
Mohamad Zaquan Adha bin Abd. Radzak (sinh ngày 3 tháng 8 năm 1987 tại Seremban, Negeri Sembilan) là một cầu thủ bóng đá chuyên nghiệp người Malaysia và cũng là đội trưởng đội tuyển quốc gia Malaysia, đóng vai trò là tiền đạo cho Malaysia Super League bên phía Kuala Lumpur. Anh là em song sinh của cầu thủ bóng đá Aidil Zafuan.

## Thống kê sự nghiệp

### Bàn thắng quốc tế
| #   | Ngày                 | Địa điểm                                                  | Đối thủ     | Bàn thắng | Kết quả | Giải đấu                  |
| --- | -------------------- | --------------------------------------------------------- | ----------- | --------- | ------- | ------------------------- |
| 1.  | 10 tháng 10 năm 2008 | Sân vận động Quốc gia Bukit Jalil, Kuala Lumpur, Malaysia | Pakistan    | 2–0       | 4–1     | Giao hữu                  |
| 2.  | 20 tháng 10 năm 2008 | Sân vận động Petaling Jaya, Petaling Jaya, Malaysia       | Afghanistan | 2–0       | 6–0     | Giải bóng đá Merdeka 2008 |
| 3.  | 11 tháng 9 năm 2009  | Sân vận động Quốc gia Bukit Jalil, Kuala Lumpur, Malaysia | Lesotho     | 1–0       | 5–0     | Giao hữu                  |
| 4.  | 14 tháng 11 năm 2009 | Buxoro Arena, Tashkent, Uzbekistan                        | Uzbekistan  | 1–3       | 1–3     | Vòng loại Asian Cup 2011  |
|     | 30 tháng 12 năm 2009 | Sân vận động Quốc gia Bukit Jalil, Kuala Lumpur, Malaysia | Syria       | 3–1       | 4–1     | Giao hữu1                 |
| 5.  | 1 tháng 4 năm 2018   | Sân vận động Quốc gia Bukit Jalil, Kuala Lumpur, Malaysia | Bhutan      | 2–0       | 7–0     | Giao hữu                  |
| 6.  | 1 tháng 4 năm 2018   | Sân vận động Quốc gia Bukit Jalil, Kuala Lumpur, Malaysia | Bhutan      | 4–0       | 7–0     | Giao hữu                  |
| 7.  | 1 tháng 4 năm 2018   | Sân vận động Quốc gia Bukit Jalil, Kuala Lumpur, Malaysia | Bhutan      | 5–0       | 7–0     | Giao hữu                  |
| 8.  | 1 tháng 4 năm 2018   | Sân vận động Quốc gia Bukit Jalil, Kuala Lumpur, Malaysia | Bhutan      | 6–0       | 7–0     | Giao hữu                  |
| 9.  | 3 tháng 11 năm 2018  | Sân vận động Quốc gia Bukit Jalil, Kuala Lumpur, Malaysia | Maldives    | 1–0       | 3–0     | Giao hữu                  |
| 10. | 12 tháng 11 năm 2018 | Sân vận động Quốc gia Bukit Jalil, Kuala Lumpur, Malaysia | Lào         | 1–1       | 3–1     | AFF Cup 2018              |
| 11. | 24 tháng 11 năm 2018 | Sân vận động Quốc gia Bukit Jalil, Kuala Lumpur, Malaysia | Myanmar     | 2–0       | 3–0     | AFF Cup 2018              |
| 12. | 24 tháng 11 năm 2018 | Sân vận động Quốc gia Bukit Jalil, Kuala Lumpur, Malaysia | Myanmar     | 3–0       | 3–0     | AFF Cup 2018              |

1 Không phải trận đấu quốc tế 'A' của FIFA.